# Watermelon Slim
Watermelon Slim (* 1949 in Boston; eigentlich William P. Homans) ist ein US-amerikanischer Bluesmusiker, der Slidegitarre und Mundharmonika spielt.

## Leben
Er wurde zwar in Boston geboren, wuchs aber in North Carolina auf, wo er bereits mit fünf Jahren mit dem Blues in Berührung kam. Später verließ er die Schule, um als Soldat nach Vietnam zu gehen. Dort brachte er sich, während er verwundet im Lazarett lag, das Slidegitarrenspiel bei. Ernstlich der Musik wendete er sich 1970 zu, als er als entschiedener Kriegsgegner aus dem Vietnamkrieg zurückkehrte. Die Erfahrungen des Vietnamkrieges verarbeitete er in seinem ersten Album "Merry Airbrakes", das 1973 auf einem kleinen Label erschien. Die nächsten 30 Jahre seines Lebens verbrachte er mit
verschiedenen Jobs, darunter auch als Arbeiter auf einer Wassermelonenfarm in Oklahoma, wovon sich auch sein Bühnenname herleitet.
2002 erlitt er einen Herzinfarkt, der ihn beinahe das Leben kostete. Obwohl er den größten Teil seines Erwachsenenlebens als Arbeiter verbrachte, erreichte er Bachelor-Abschlüsse in Journalistik und Geschichte (University of Oregon) und einen Masters-Abschluss in Geschichte (Oklahoma State University). Als Heimkehrer aus dem Vietnamkrieg ist er Mitglied und Unterstützer der Vietnam Veterans Against the War, sowie Mitglied von Mensa International, einem Verein von Personen mit hohem IQ.

## Diskografie

### LPs / CDs
- 1973  Merry Airbrakes,  Shadoks
- 1999  EP Fried Okra Jones
- 2003  Big Shoes to Fill,   Southern Music Dist.
- 2004  Up Close & Personal,  Southern Music Dist.
- 2006  Watermelon Slim & the Workers,   NorthernBlues Music
- 2007  The Wheel Man,  NorthernBlues Music
- 2008  No Paid Holidays,  NorthernBlues Music
- 2009  Escape from the Chicken Coop,   NorthernBlues Music
- 2010  Ringers
- 2017  Golden Boy
- 2019  Church Of The Blues
- 2020  Traveling Man

### DVD
- 2005 Ripe for the Picking[4]

## Auszeichnungen und Nominierungen
- Blues Revue Magazine Watermelon Slim & The Workers, 2006 #19 unter den 25 besten Blues CDs des Jahrzehnts
- Blues Music Award 2009 4 Nominierungen
- Blues Music Award  2008 6 Nominierungen, 2 Blues Music Awards für Album des Jahres und Band des Jahres
- Blues Music Award 2007 6 Nominierungen
- W.C. Handy Blues Awards 2005 Nominierung als bester Newcomer
- Independent Music Awards Album of the Year
- Toronto Blues Society 2008 Maple Blues Awards International Artist of the Year
- Mojo Magazine 2007 #1 Blues Album of the Year - The Wheel Man 2006 #1 Blues Album of the Year - Watermelon Slim & The Workers
- Oklahoma Blues Hall of Fame 2008

Alleine für den Blues Music Award wurde Watermelon Slim seit 2004 17-mal nominiert.